# Delphinium tangkulaense
Delphinium tangkulaense är en ranunkelväxtart som beskrevs av Wen Tsai Wang. Delphinium tangkulaense ingår i släktet storriddarsporrar, och familjen ranunkelväxter. Inga underarter finns listade i Catalogue of Life.